# Andy Kellett
Andrew Paul "Andy" Kellett (Sinh ngày 10 tháng 11 năm 1993) là cầu thủ bóng đá người Anh chơi ở vị trí tiền vệ cho câu lạc bộ Bury.

## Sự nghiệp
Kellett đã gia nhập học viện bóng đá Bolton vào năm 2002 và có trận đấu ra mắt cho đội bóng này trong một thất bại 0-1 bởi Leicester City vào ngày 22 tháng 4 năm 2014, khi vào thay thế cho Robert Hall trong 20 phút cuối cùng của trận đấu tại Football League Championship. Đó là lần đầu tiên trong 8 năm một cầu thủ sinh ra tại Bolton có trận ra mắt cho câu lạc bộ từ học viện. Anh một lần nữa đã vào sân từ băng ghế dự bị trong trận đấu tiếp theo, một chiến thắng 3-1 trước Sheffield Wednesday, trận này Anh đã được khen ngợi có thái độ thi đấu kiên cường và mang lại hiệu quả cao.
Ngày 17 tháng 10 năm 2014, Anh đã ký hợp đồng cho mượn một tháng với câu lạc bộ League Two|hạng tư là Plymouth Argyle và sau đó đã có khoản mượn kéo dài thêm một tháng nữa. Trận đấu đầu tiên cho Plymouth của Anh là một trận hòa không bàn thắng tại AFC Wimbledon sau bốn ngày ký, và Anh đã ghi được một bàn thắng trong nghề nghiệp cầu thủ đầu tiên của mình vào ngày 13 tháng 12 năm 2014, trong chiến thắng 3-2 trước Northampton Town tại sân vận động Sixfields Stadium.
Ngày 2 tháng 2 năm 2015 (ngày cuối cùng chuyển nhượng), Manchester United đã đánh bại đối thủ cạnh tranh Plymouth để ký hợp đồng mượn Andy Kellett cho phần còn lại của mùa giải, kèm theo đó Saidy Janko đi theo hướng ngược lại. Theo HLV Neil Lennon của Bolton, Kellett đã bị sốc nặng khi hay tin Lennon đã "Giới thiệu anh cho United" khi anh được quan tâm từ United dành cho mình.